# Psila hexachaeta
Psila hexachaeta är en tvåvingeart som beskrevs av Shatalkin 1996. Psila hexachaeta ingår i släktet Psila och familjen rotflugor. Inga underarter finns listade i Catalogue of Life.